# Тарновець (Опольське воєводство)
Тарновець (пол. Tarnowiec, нім. Tarnowitz) — село в Польщі, у гміні Любша Бжезького повіту Опольського воєводства.
Населення — 387 осіб (2011).
У 1975-1998 роках село належало до Опольського воєводства.

## Демографія
Демографічна структура станом на 31 березня 2011 року:
|          | Загалом | Допрацездатний вік | Працездатний вік | Постпрацездатний вік |
| -------- | ------- | ------------------ | ---------------- | -------------------- |
| Чоловіки | 183     | 35                 | 129              | 19                   |
| Жінки    | 204     | 34                 | 120              | 50                   |
| Разом    | 387     | 69                 | 249              | 69                   |